# VISTA
VISTA (Visible and Infrared Survey Telescope for Astronomy) je optický dalekohled se zrcadlem o průměru 4,1 m pro pozorování v oblasti viditelného i infračerveného spektra. Provozuje jej Evropská jižní observatoř (ESO) na hoře Cerro Paranal v severní Chile.
Jde o největší přehlídkový dalekohled současnosti, v roce 2023 by jej však měl překonat dalekohled Large Synoptic Survey Telescope (LSST), který bude vybaven primárním zrcadlem o průměru 8,4 m.
Do provozu byl uveden v prosinci 2009. Původně jej vyvíjelo konsorcium 18 anglických univerzit pod vedením Queen Mary, University of London. Po přistoupení Velké Británie k Evropské jižní observatoři byl započten jako příspěvek Velké Británie a byl roku 2009 převzat pod správu ESO, která jej nyní provozuje.

## Popis
Dalekohled má optickou konstrukci systému Ritchey-Chretien a je umístěn na azimutální vidlicové montáži. Nachází se ve válcovitém dómu kompaktního tvaru. Je součástí Observatoře Paranal v Chile; nestojí však přímo na plošině, kde jsou umístěny čtyři dalekohledy VLT, ale na vedlejším vrcholu asi 2 km severně.

### Zrcadla
Primární zrcadlo dalekohledu je hyperbolické a má průměr 4,1 m. Je vyrobené ze Zeroduru, sklokeramického materiálu s minimální tepelnou roztažností. Je vybroušené s přesností 20 nanometrů a pokryté vrstvou stříbra, které tvoří vlastní odraznou vrstvu. K vyrovnání deformací způsobených náklonem zrcadla nebo změnou teploty je vybaveno systémem aktivní optiky.
Sekundární zrcadlo je také hyperbolické, má průměr 1,24 m a je vyrobené z Astro-Sitalu. Od něj je obraz odrážen otvorem uprostřed hlavního zrcadla k zobrazovací kameře. 

### Přístrojové vybavení

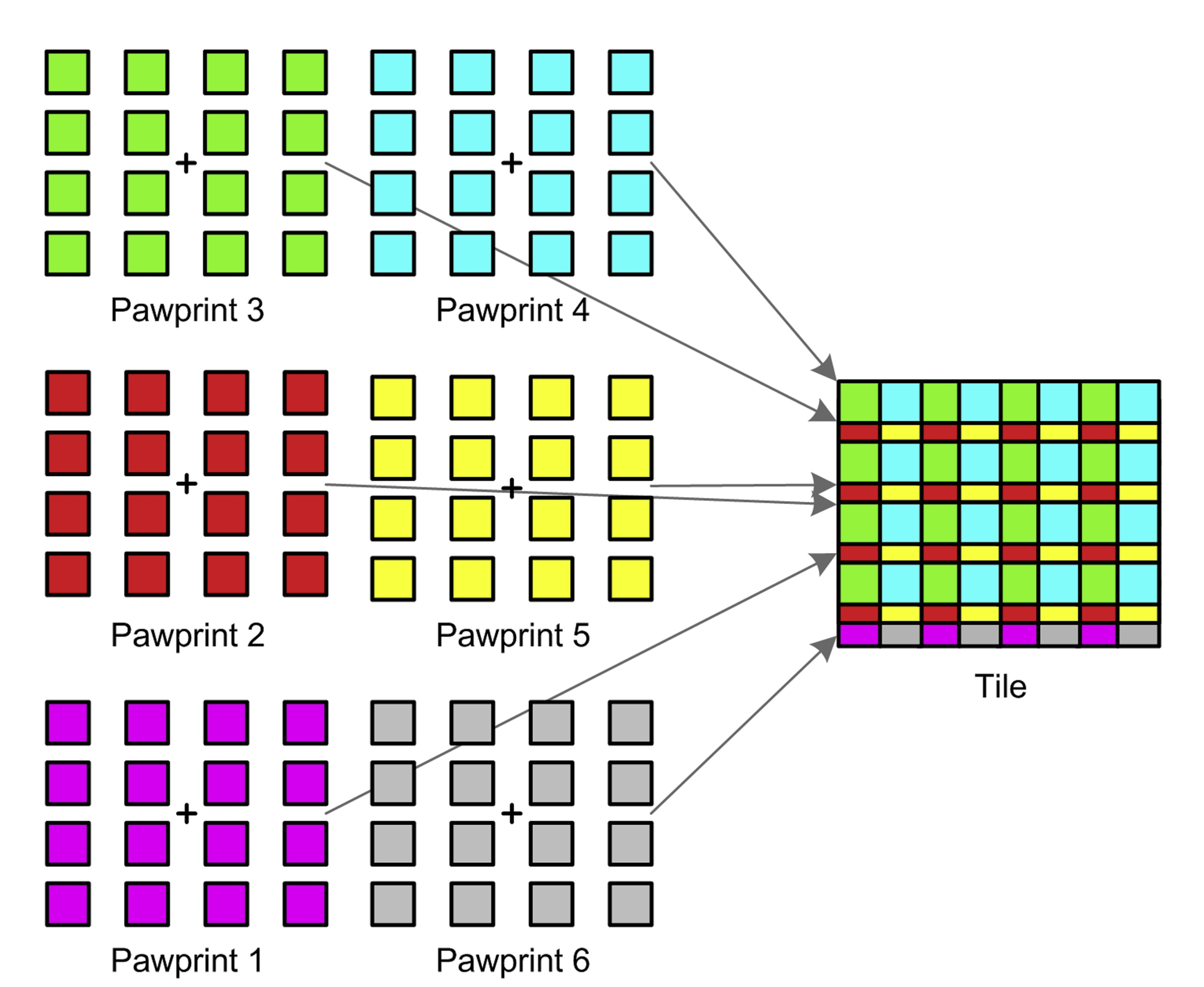
Postup kombinace snímků z kamery VIRCAM

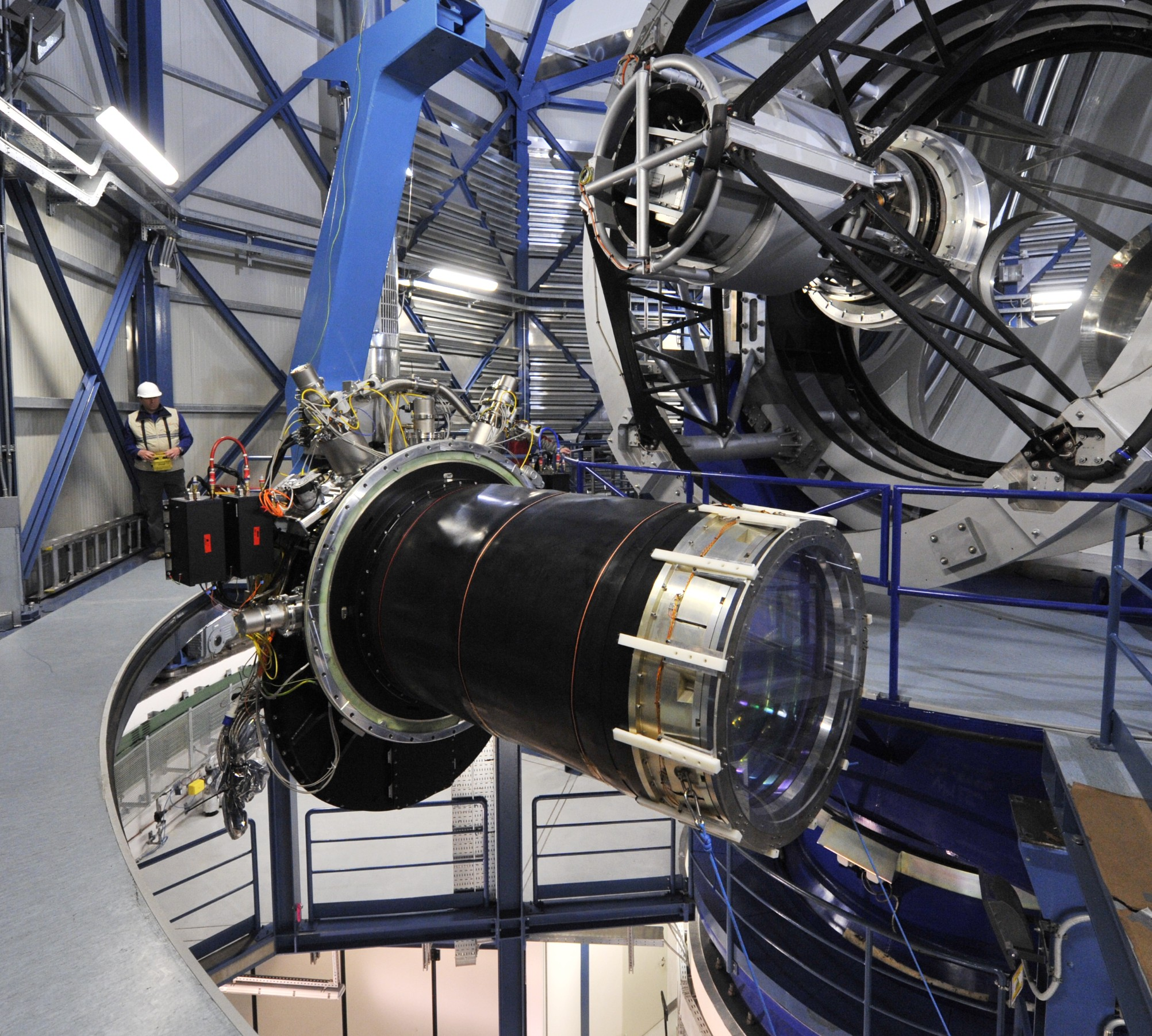
Vpředu infračervená kamera VIRCAM, vpravo za ní vlastní dalekohled

Zobrazovacím přístrojem dalekohledu je infračervená kamera VIRCAM (VISTA InfraRed CAMera), která je umístěna v Cassegrainově ohnisku dalekohledu. Je vybavena CCD zobrazovačem s 16 detektory o celkové kapacitě 67 megapixelů, které jsou chlazeny na teplotu -200 °C. Mezi jednotlivými detektory jsou z konstrukčních důvodů větší mezery a proto výsledný snímek určité části oblohy vzniká až kombinací šesti dílcích snímků, mezi nimiž dalekohled vždy změní polohu o vzdálenost odpovídající rozteči jednotlivých detektorů.
Kamera pracuje v blízké infračervené oblasti 0,9 – 1,2 μm a každou noc vyprodukuje kolem 315 GB dat.